# ユビキリ
『ユビキリ』は、芦原妃名子による日本の漫画作品。
単行本はフラワーコミックスより全1巻 (ISBN 4-09-136557-4) 、新装版はフラワーコミックススペシャルより全1巻 (ISBN 978-4-09-131558-8) 、収録内容に変化はない。『Betsucomi』に掲載された短編作品が表題作を含めて3作収録されている。

## 収録作品
ユビキリ
『Betsucomi』2002年5月号掲載
親が仕事で留守がちな家庭で育った麻子は、冷めたご飯を食べるのが嫌で、外食ばかりの日々を送っていた。ある日、いつも食事をするファミレスで、お節介な同級生・本郷と親しくなる。閉ざしていた心にどんどん入ってくる本郷に惹かれる麻子だが、本郷の元彼女が亡くなっていたことを知る。
カッコウの娘
『Betsucomi』2002年6月号掲載
妾の子どもとして義母（正妻）にカッコウの托卵話を聞かされながら育った伊吹。ある日、唯一の友達・尚のバイト先で、既婚者のサラリーマンに恋をした。やがて付き合うことになった2人だが、やはり、彼の妻の存在が壁となる。
60days
『Betsucomi』2002年7月号掲載
父親の転勤で2カ月後に転校が決まった宇野円。地味で暗くて友達もいないから、今の学校に未練も何もなかった。しかし、担任教師の余計な気遣いで体育祭の実行委員を任されることになるが、全くやる気を見せない円に他の委員は怒る。ある日、本屋で小学生の女の子と知り合うが、その子は同じ委員の前田の妹だった。彼のおかげで他の子たちとも打ち解け始めるが、転校の日はすぐに迫っていた。